# Ghost House Pictures
Ghost House Pictures — американская компания, занимающаяся выпуском кинофильмов в жанре ужасы. Основана в 2002 году Робертом Тапертом и Сэмом Рэйми. Среди продукции компании такие фильма как «Проклятие» (2004), «Бугимен» (2005), «30 дней ночи» (2007), «Затащи меня в ад» (2009), «Не дыши» (2016) и другие. Большинство фильмов компании распространяется дистрибьютером «Columbia Pictures».